# Каттакурган
Каттакурга́н (узб. Kattaqoʻrgʻon / Каттақўрғон — большой курган) — город в Самаркандской области (вилояте) Узбекистана.

## История

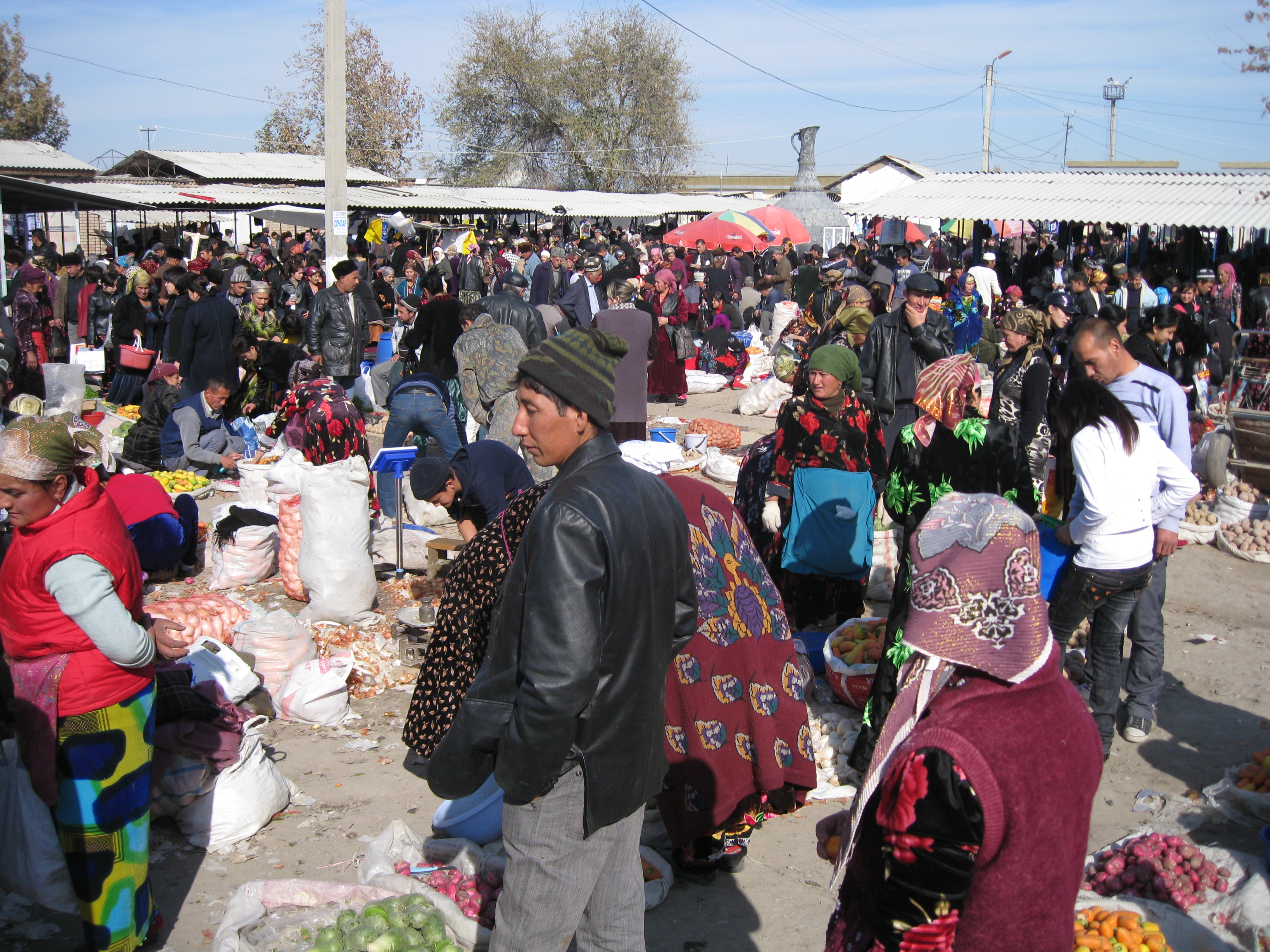
Базар в Каттакургане

В районе современного города находился древний город Рабинджан, разрушенный в XII веке, а также недалеко от него располагался древний город Кушания. В разные годы на территории Каттакургана и его окрестностей также находили обрядовые очаги, медеплавильные печи и множество утвари начала новой эры.
Современный Каттакурган (древнейшая его часть — «старый город») основан в последней четверти XVII века (1683—1684 годы).
По одной из легенд, история создания города приписывается чиновникам эмира — братьям Фархад-аталыку, Алла Назарбаю и Суфи Аллаяру, происходившим из узбекского рода ктай.
В легенде рассказывается, что Суфи Аллаяр выбрал место для строительства и поехал за благословением к шейху. А Фархад-аталык, не дождавшись возвращения брата, приступил к сооружению большой крепости на насыпном кургане (холме).
Вернувшись, Суфи Аллаяр увидел большой город на кургане и, разгневавшись на то, что всё было начато без него, уехал в Гузарское бекство, где и умер в 1721 году.
Отсюда поселение стало известно под названием Каттакурган, в переводе с узбекского «большая крепость». Вначале здесь жил сам Фархад-аталык с семьёй и слугами. Впоследствии на кургане и неподалёку от него стали селиться родственники и однородцы, которые признали Фархад-аталыка своим беком. С течением времени поселение разрослось, курган был увеличен новой насыпью, обнесён стеной, и укрепление стало называться Урдой.
В XIX веке в Каттакургане было одно медресе и несколько десятков мечетей. Состав населения — узбеки, арабы, таджики, евреи, цыгане и другие. По словам А. Вамбери, в Каттакургане жили лучшие в эмирате сапожники.
Каттакурган был построен почти в форме квадрата, с 4 воротами: на южной стороне — Самарканд-Дарваза (Самаркандские ворота), на восточной — Айдер-Чаван-Дарваза, на северной — Базар-Дарваза, на западной — Бухара-Дарваза. В центре города стояла цитадель.
После поражения Бухарского эмирата в 1868 году Каттакурган вошёл в состав Российской империи (см. Среднеазиатские владения Российской империи). Имел статус уездного города Самаркандской области.
В период Великой Отечественной войны в город Каттакурган из Кирсанова было передислоцировано Гомельское военно-пехотное училище.
Во время строительства водохранилища в 1946 году было обнаружено большое зороастрийское захоронение в виде подземных помещений-лабиринтов с хорошо продуманной вентиляцией и множеством глиняных хум.

## География
Каттакурган расположен в долине Зеравшана, в 76 км к северо-западу от Самарканда. Железнодорожная станция на линии Ташкент — Каган. К югу от города находится Каттакурганское водохранилище, известное как «Узбекское море».

## Население
Население на 2009 год составило 76 500 жителей. Это 2-й по крупности и численности населения (после Самарканда) город Самаркандского вилоята, один из 4-х городов областного подчинения.
| Год       | 1970   | 1991   | 2009   | 2017   |
| Население | 44 000 | 59 600 | 76 500 | 80 000 |

## Экономика
В городе находятся масложиркомбинат, несколько заводов («Хлопкомаш», хлопкоочистительный, кирпичный, молочный), мясо- и мелькомбинаты, ТЭЦ.
Налажено производство художественной керамики, функционируют Каттакурганский завод по разведению червя тутового шелкопряда (грены), фабрика по обогащению и переработке вольфрама (СП «Ингички Металз»).

## Образование
В Каттакургане есть медицинский, педагогический и планово-экономический колледжи, а также 2-й академический лицей Самаркандского института иностранных языков.
В 2021-м году открылся филиал СамГУ в Каттакургане.

## Культура
В городе работает Узбекский драматический театр «Маджидий». В 1970 году в каттакурганском СИЗО проходили съёмки фильма «Джентльмены удачи» (а именно сцены встречи Лже-Доцента с Хмырём и Косым.